# Gouville
Ne doit pas être confondu avec Gouville-sur-Mer.
Gouville est une ancienne commune française, située dans le département de l'Eure en région Normandie intégrée depuis le 1er janvier 2016 au sein de la commune nouvelle de Mesnils-sur-Iton.

## Toponymie
Le nom de la localité est attesté sous la forme Gouvilla en 1287.  

## Histoire
Du  1er janvier 2016 lors de son intégration au sein de Mesnils-sur-Iton au 1er juin 2022, Gouville a été constituée commune déléguée jusqu'à la suppression de ce statut par délibération du conseil municipal.

## Héraldique
D'azur à bande de gueules chargé d'un léopard d'or passant, au chef d'un phare d'argent, ajournée de sable et aux raies de lumière d'or, à la pointe d'une crevette rose.

## Politique et administration
| Période                                  | Période    | Identité            | Étiquette | Qualité              |
| ---------------------------------------- | ---------- | ------------------- | --------- | -------------------- |
| Les données manquantes sont à compléter. |            |                     |           |                      |
| 1804                                     | 1836       | Jacques de Chambray |           |                      |
| Les données manquantes sont à compléter. |            |                     |           |                      |
| avant 1995                               | 31/12/2015 | Jacques Esprit      | DVD       | Agriculteur retraité |

## Démographie
L'évolution du nombre d'habitants est connue à travers les recensements de la population effectués dans la commune depuis 1793. À partir du 1er janvier 2009, les populations légales des communes sont publiées annuellement dans le cadre d'un recensement qui repose désormais sur une collecte d'information annuelle, concernant successivement tous les territoires communaux au cours d'une période de cinq ans. 
Pour les communes de moins de 10 000 habitants, une enquête de recensement portant sur toute la population est réalisée tous les cinq ans, les populations légales des années intermédiaires étant quant à elles estimées par interpolation ou extrapolation. Pour la commune, le premier recensement exhaustif entrant dans le cadre du nouveau dispositif a été réalisé en 2006,.
En 2013, la commune comptait 545 habitants, en évolution de +9 % par rapport à 2008 (Eure : +2,66 %, France hors Mayotte : +2,49 %).
| 1793 | 1800 | 1806 | 1821 | 1831 | 1836 | 1841 | 1846 | 1851 |
| ---- | ---- | ---- | ---- | ---- | ---- | ---- | ---- | ---- |
| 324  | 255  | 342  | 317  | 314  | 348  | 321  | 524  | 291  |

| 1856 | 1861 | 1866 | 1872 | 1876 | 1881 | 1886 | 1891 | 1896 |
| ---- | ---- | ---- | ---- | ---- | ---- | ---- | ---- | ---- |
| 296  | 306  | 278  | 279  | 278  | 362  | 285  | 297  | 253  |

| 1901 | 1906 | 1911 | 1921 | 1926 | 1931 | 1936 | 1946 | 1954 |
| ---- | ---- | ---- | ---- | ---- | ---- | ---- | ---- | ---- |
| 243  | 236  | 229  | 224  | 216  | 210  | 170  | 212  | 179  |

| 1962 | 1968 | 1975 | 1982 | 1990 | 1999 | 2006 | 2011 | 2013 |
| ---- | ---- | ---- | ---- | ---- | ---- | ---- | ---- | ---- |
| 168  | 253  | 300  | 240  | 300  | 287  | 481  | 532  | 545  |

## Culture locale et patrimoine

### Lieux et monuments
- Château de la famille de Chambray (aussi dit château de Chambray), des XVIe et XVIIe siècles, partiellement inscrit au titre des monuments historiques en 1971[8]. Le parc et les dépendances ne bénéficiant pas de l'inscription sont recensés à l'inventaire général du patrimoine culturel[9].
- Lycée agricole Édouard de Chambray, proposant un bac scientifique et un bac Sciences et Technologies de l'Agronomie et du Vivant (STAV), avec 2 spécialités différentes

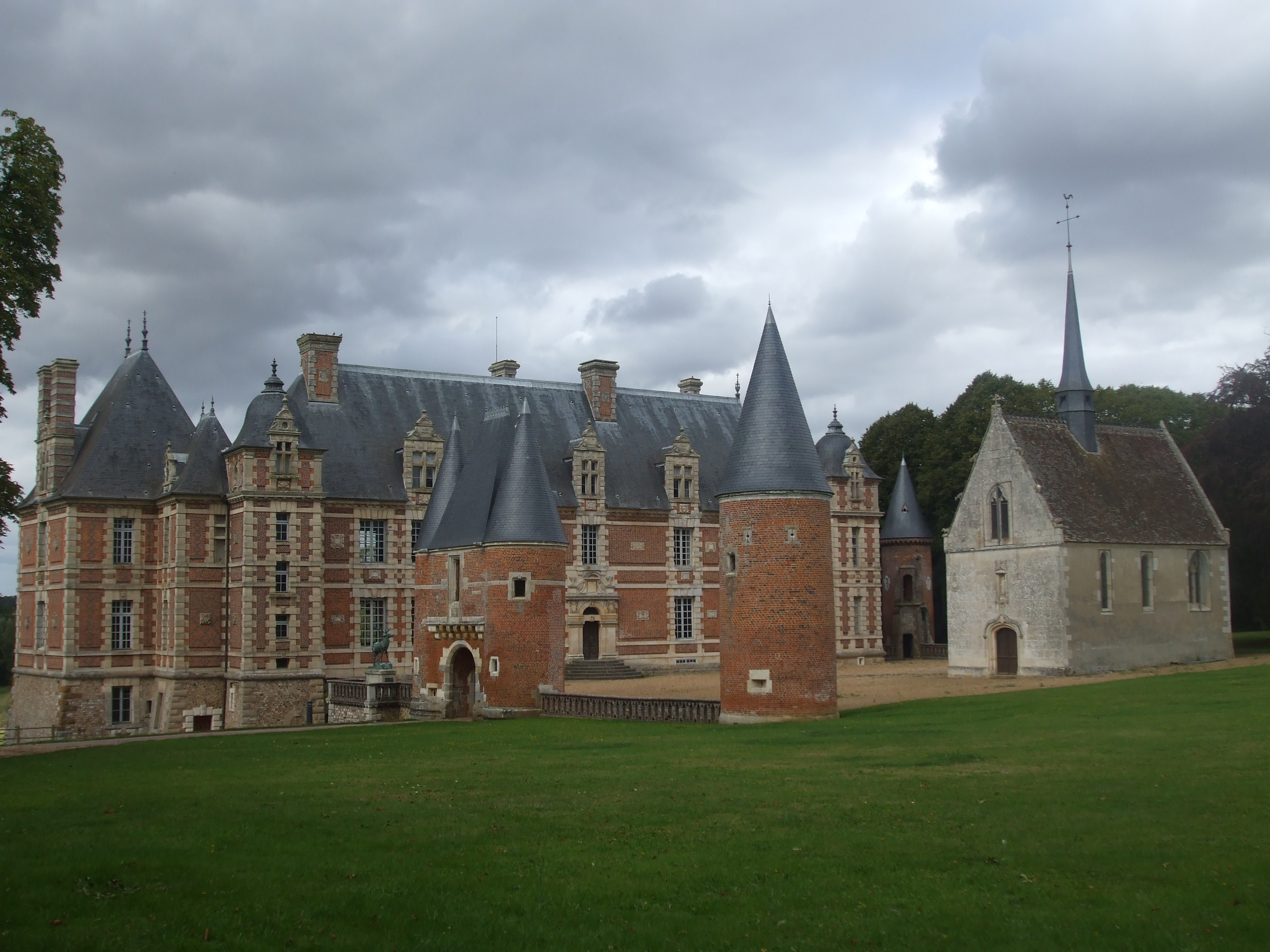
Le château de Chambray, vue sud.
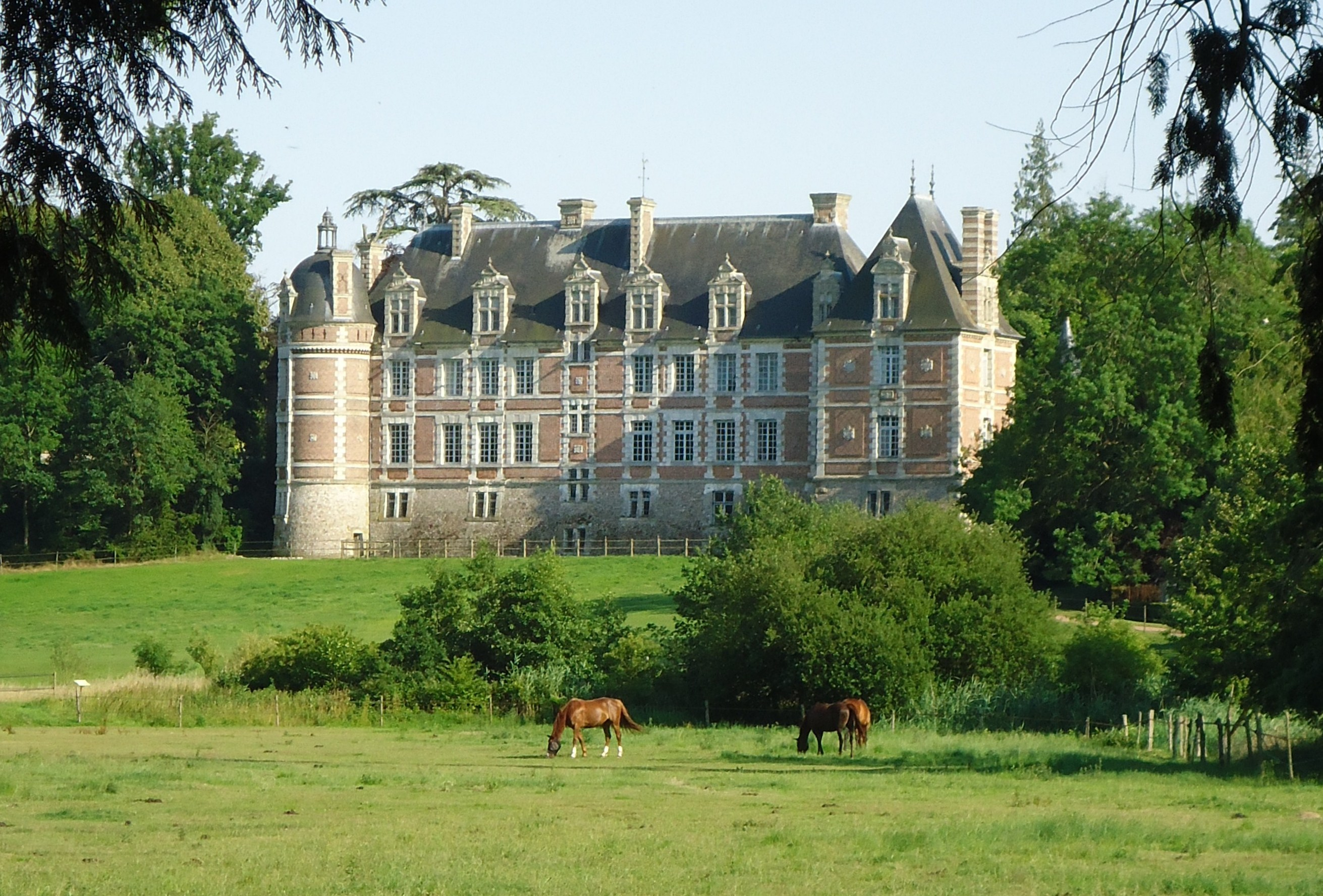
La façade nord du château.

### Patrimoine naturel

#### Site classé
- Le château et le parc de Chambray  Site classé (1972)[10].

## Personnalités liées à la commune
- Louis de Chambray (1713-1783), agronome.
- Louis-François de Chambray (1737-1807), député suppléant de la noblesse aux États généraux de 1789.
- Le vicomte Jacques II de Chambray (21 août 1754-1836), dit le Chouan.